# Every Time (cântec de Janet Jackson)
„Every Time” este un cântec al interpretei americane Janet Jackson. Piesa a fost compusă de Jimmy Jam, Terry Lewis și Jackson, fiind inclusă cel de-al șaselea album discografic de studio al artistei, The Velvet Rope. „Every Time” a activat moderat în clasamentele mondiale, ocupând locul 29 în Olanda și locul 34 în Noua Zeelandă.

## Clasamente
| Clasament                     | Poziția maximă | Referință |
| ----------------------------- | -------------- | --------- |
| Australian Singles Chart      | 52             | [ 2 ]     |
| France Single Chart           | 95             | [ 2 ]     |
| German Singles Chart          | 67             | [ 4 ]     |
| Netherlands Single Chart      | 29             | [ 2 ]     |
| New Zealand Singles Chart     | 34             | [ 2 ]     |
| UK Singles Chart              | 46             | [ 5 ]     |
| U.S. Billboard Bubbling Under | 25             | [ 6 ]     |